# (15619) Albertwu
(15619) Albertwu est un astéroïde de la ceinture principale.

## Description
(15619) Albertwu est un astéroïde de la ceinture principale. Il fut découvert le 28 avril 2000 à Socorro (Nouveau-Mexique) par le projet LINEAR. Il présente une orbite caractérisée par un demi-grand axe de 2,64 UA, une excentricité de 0,10 et une inclinaison de 2,2° par rapport à l'écliptique.

## Compléments